# Manchester Gorton (circonscription britannique)

Manchester Gorton dans le Grand Manchester.

La circonscription de Manchester Gorton est une circonscription électorale anglaise située dans le Grand Manchester et représentée à la Chambre des communes du Parlement britannique.